# Sör-Björken
Sör-Björken är en sjö i Sundsvalls kommun i Medelpad och ingår i Ljungans huvudavrinningsområde. Sjön är 18,7 meter djup, har en yta på 1,38 kvadratkilometer och befinner sig 65 meter över havet. Sjön avvattnas av vattendraget Stångån. Vid provfiske har bland annat abborre, braxen, gers och gädda fångats i sjön.

## Delavrinningsområde
Sör-Björken ingår i det delavrinningsområde (689902-157475) som SMHI kallar för Utloppet av Sörbjörken. Medelhöjden är 121 meter över havet och ytan är 21,12 kvadratkilometer. Räknas de 10 avrinningsområdena uppströms in blir den ackumulerade arean 121,34 kvadratkilometer. Stångån som avvattnar avrinningsområdet har biflödesordning 2, vilket innebär att vattnet flödar genom totalt 2 vattendrag innan det når havet efter 18 kilometer. Avrinningsområdet består mestadels av skog (70 procent). Avrinningsområdet har 1,61 kvadratkilometer vattenytor vilket ger det en sjöprocent på 7,6 procent.

## Fisk
Vid provfiske har följande fisk fångats i sjön:
- Abborre
- Braxen
- Gärs
- Gädda
- Gös
- Lake
- Löja
- Mört
- Nors